# Roland Schröder
Roland Schröder   (Köthen, 17 d'agost de 1962) és un remer alemany, ja retirat, que va competir sota bandera de la República Democràtica Alemanya durant la dècada de 1980.
El 1988 va prendre part en els Jocs Olímpics d'Estiu de Seül, on va guanyar la medalla d'or en la prova del quatre sense timoner del programa de rem.
En el seu palmarès també destaquen dues medalles al Campionat del món de rem, una de plata i una de bronze, el 1989 i 1990 respectivament, així com dos campionats de l'Alemanya Oriental.